# Даньчак Іван
Іва́н Даньча́к (* 17 квітня 1881 Лучиці, нині Перемишльський повіт Підкарпатського воєводства — † 1946, Львів), український оперний і драматичний актор та співак (баритон).

## З життєпису
Навчався у Львівській музично-драматичній студії.
По навчанні працював у Руському народному театрі Львова — з перервами — від 1899 по 1922, потому — в 1926-26 — трупі Василя Коссака У 1927—1930 — в Театрі ім. І. Тобілевича.
Виконував оперні партії:
- Султана — «Запорожець за Дунаєм» С. Гулака-Аремовського,
- Януша — «Галька», С. Монюшка, виконані ним драматичні ролі —
- Гриць — «Ой, не ходи, Грицю» М. Старицького.